# Тугуши, Нели Кирилловна
Нели Кирилловна Тугуши (1928, Озургетский уезд, ССР Грузия) — колхозница колхоза имени Советских героев Ланчхутского района, Грузинская ССР. Герой Социалистического Труда (1949).

## Биография
Родилась в 1928 году в крестьянской семье в одном из сельских населённых пунктов Озургетского уезда. Трудовую деятельность начала после окончания сельской школы в годы Великой Отечественной войны на чайной плантации колхоза имени Советских героев Ланчхутского района.
В 1948 году собрала 6146 килограммов зелёного чайного листа на площади 0,5 гектаров. Указом Президиума Верховного Совета СССР от 29 августа 1949 года удостоена звания Героя Социалистического Труда за «получение высоких урожаев сортового зелёного чайного листа и цитрусовых плодов в 1948 году» с вручением ордена Ленина и золотой медали «Серп и Молот» (№ 4566).
За выдающиеся трудовые достижения по итогам работы в 1950 году была награждена вторым Орденом Ленина.
После выхода на пенсию проживала в Ланчхутском районе. С 1983 года — персональный пенсионер союзного значения.
Награды
- Герой Социалистического Труда
- Орден Ленина — дважды (1949; 05.07.1951)